# Corte d'appello di Trieste

Territorio del distretto di corte d'appello di Trieste

Il distretto della Corte d'appello di Trieste è formato dai circondari dei Tribunali ordinari di Gorizia, Pordenone, Trieste e Udine.
Costituisce l'unica Corte d'appello nel territorio della Regione Autonoma Friuli-Venezia Giulia.

## Tribunale di Gorizia

### Giudice di pace di Gorizia
Capriva del Friuli, Cormons, Doberdò del Lago, Dolegna del Collio, Farra d'Isonzo, Fogliano Redipuglia, Gorizia, Gradisca d'Isonzo, Grado, Mariano del Friuli, Medea, Monfalcone, Moraro, Mossa, Romans d'Isonzo, Ronchi dei Legionari, Sagrado, San Canzian d'Isonzo, San Floriano del Collio, San Lorenzo Isontino, San Pier d'Isonzo, Savogna d'Isonzo, Staranzano, Turriaco, Villesse

## Tribunale di Pordenone

### Giudice di pace di Pordenone
Andreis, Annone Veneto, Arba, Aviano, Azzano Decimo, Barcis, Brugnera, Budoia, Caneva, Caorle, Casarsa della Delizia, Castelnovo del Friuli, Cavasso Nuovo, Chions, Cimolais, Cinto Caomaggiore, Claut, Clauzetto, Concordia Sagittaria, Cordenons, Cordovado, Fanna, Fiume Veneto, Fontanafredda, Forgaria nel Friuli, Fossalta di Portogruaro, Frisanco, Gruaro, Maniago, Meduno, Montereale Valcellina, Morsano al Tagliamento, Pasiano di Pordenone, Pinzano al Tagliamento, Polcenigo, Porcia, Pordenone, Portogruaro, Pramaggiore, Prata di Pordenone, Pravisdomini, Roveredo in Piano, Sacile, San Giorgio della Richinvelda, San Martino al Tagliamento, San Michele al Tagliamento, San Quirino, San Stino di Livenza, San Vito al Tagliamento, Sequals, Sesto al Reghena, Spilimbergo, Teglio Veneto, Tramonti di Sopra, Tramonti di Sotto, Travesio, Vajont, Valvasone Arzene, Vito d'Asio, Vivaro, Zoppola

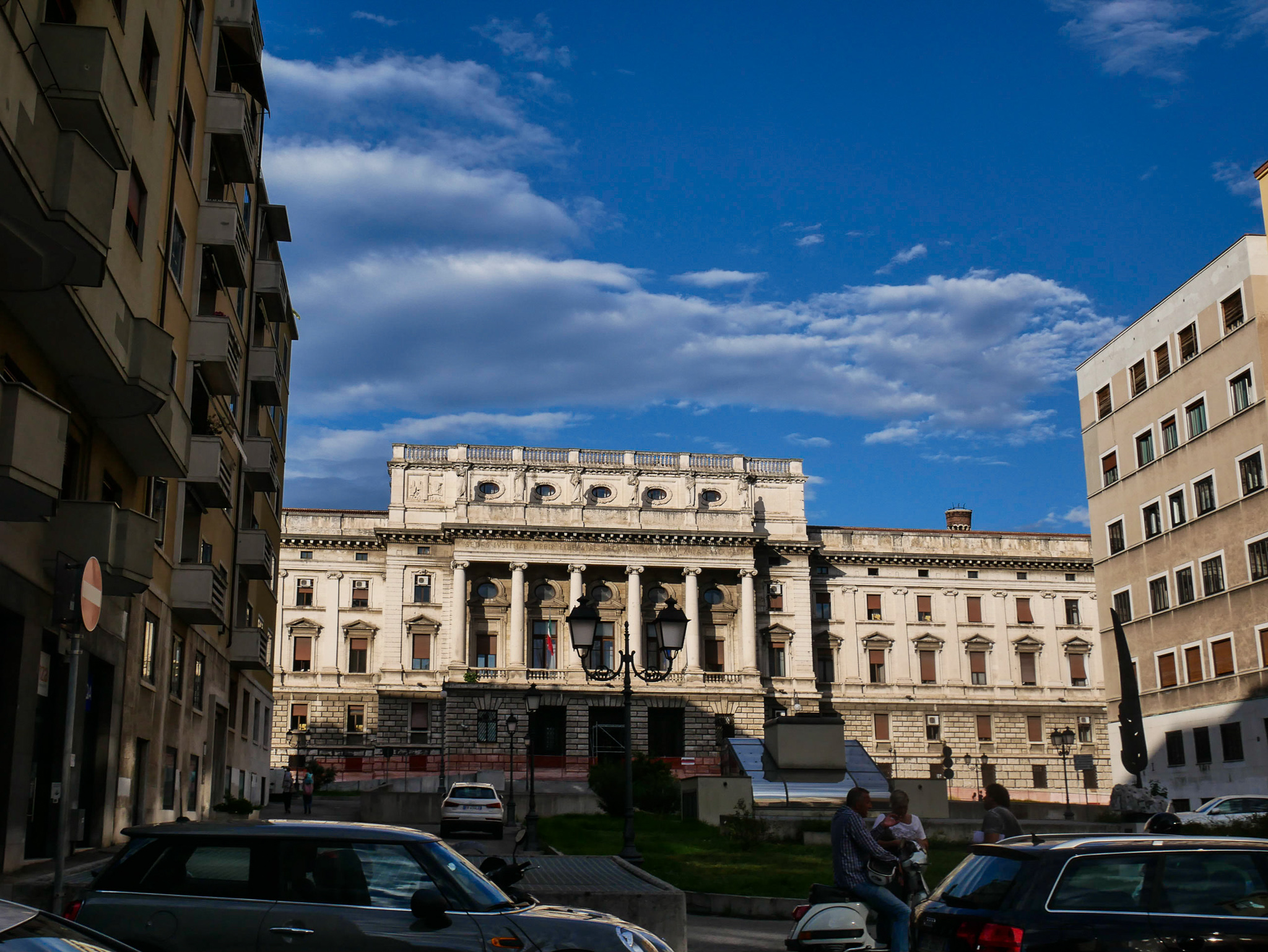
Palazzo di giustizia di Trieste

## Tribunale di Trieste

### Giudice di pace di Trieste
Duino Aurisina, Monrupino, Muggia, San Dorligo della Valle, Sgonico, Trieste

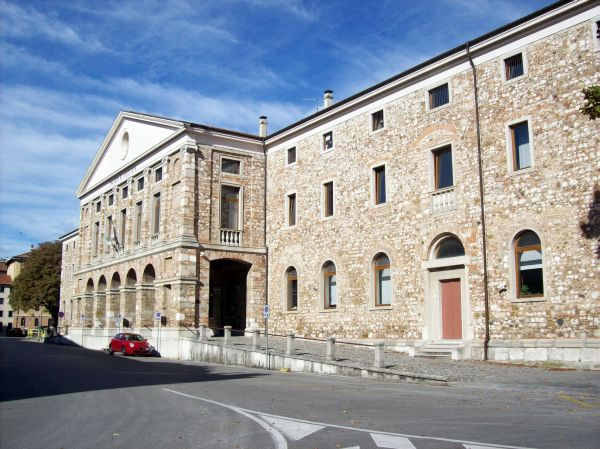
Palazzo di Giustizia di Udine

## Tribunale di Udine

### Giudice di pace di Tolmezzo
Amaro, Ampezzo, Arta Terme, Cavazzo Carnico, Cercivento, Chiusaforte, Comeglians, Dogna, Enemonzo, Forni Avoltri, Forni di Sopra, Forni di Sotto, Lauco, Malborghetto-Valbruna, Moggio Udinese, Ovaro, Paluzza, Paularo, Pontebba, Prato Carnico, Preone, Ravascletto, Raveo, Resia, Resiutta, Rigolato, Sauris, Socchieve, Sutrio, Tarvisio, Tolmezzo, Treppo Ligosullo, Verzegnis, Villa Santina, Zuglio

### Giudice di pace di Udine
Aiello del Friuli, Aquileia, Artegna, Attimis, Bagnaria Arsa, Basiliano, Bertiolo, Bicinicco, Bordano, Buja, Buttrio, Camino al Tagliamento, Campoformido, Campolongo Tapogliano, Carlino, Cassacco, Castions di Strada, Cervignano del Friuli, Chiopris-Viscone, Cividale del Friuli, Codroipo, Colloredo di Monte Albano, Corno di Rosazzo, Coseano, Dignano, Drenchia, Fagagna, Faedis, Fiumicello Villa Vicentina, Flaibano, Gemona del Friuli, Gonars, Grimacco, Latisana, Lestizza, Lignano Sabbiadoro, Lusevera, Magnano in Riviera, Majano, Manzano, Marano Lagunare, Martignacco, Mereto di Tomba, Moimacco, Montenars, Mortegliano, Moruzzo, Muzzana del Turgnano, Nimis, Osoppo, Pagnacco, Palazzolo dello Stella, Palmanova, Pasian di Prato, Pavia di Udine, Pocenia, Porpetto, Povoletto, Pozzuolo del Friuli, Pradamano, Precenicco, Premariacco, Prepotto, Pulfero, Ragogna, Reana del Rojale, Remanzacco, Rive d'Arcano, Rivignano Teor, Ronchis, Ruda, San Daniele del Friuli, San Giorgio di Nogaro, San Giovanni al Natisone, San Leonardo, San Pietro al Natisone, San Vito al Torre, San Vito di Fagagna, Santa Maria la Longa, Savogna, Sedegliano, Stregna, Taipana, Talmassons, Tarcento, Tavagnacco, Terzo d'Aquileia, Torreano, Torviscosa, Trasaghis, Treppo Grande, Tricesimo, Trivignano Udinese, Udine, Vanno, Venzone, Visco

## Altri organi giurisdizionali competenti per i comuni del distretto

### Sezioni specializzate
- Corti d’assise di Trieste e Udine
- Corte d'assise d'appello di Trieste
- Sezioni specializzate in materia di impresa presso il Tribunale e la Corte d'appello di Trieste
- Tribunale regionale delle acque pubbliche di Venezia
- Sezione specializzata in materia di immigrazione, protezione internazionale e libera circolazione dei cittadini dell'Unione europea presso il Tribunale di Trieste

### Giustizia minorile
- Tribunale per i minorenni di Trieste
- Corti d'appello di Trieste, sezione per i minorenni

### Sorveglianza
- Ufficio di sorveglianza: Trieste e Udine
- Tribunale di sorveglianza: Trieste

### Giustizia tributaria
- Commissione tributaria provinciale (CTP): Gorizia, Pordenone, Trieste e Udine
- Commissione tributaria regionale (CTR) Friuli-Venezia Giulia, sede di Trieste

### Giustizia militare
- Tribunale militare di Verona
- Corte d’appello militare di Roma

### Giustizia contabile
- Corte dei Conti:[2]
  - Sezione Giurisdizionale per il Friuli-Venezia Giulia (Trieste)
  - Sezione regionale di controllo (Ufficio di Trieste e Ufficio distaccato di Udine)
  - Procura regionale presso la sezione giurisdizionale (Trieste)

### Giustizia amministrativa
- Tribunale Amministrativo Regionale per il Friuli-Venezia Giulia (Trieste)[3]

### Usi civici
- Commissariato per la liquidazione degli usi civici per il Friuli-Venezia Giulia, con sede a Trieste

### Giudice tavolare
- Giudice tavolare presso i Tribunali di Gorizia, Trieste e Udine